# شهرستان خواجه‌ایلی
ناحیهٔ ‌خواجه‌ایلی (به ازبکی: Xoʻjayli tumani، خۉجه‌ایلی تومنی)(به قره‌قالپاقی: Xojeli rayonı، خوج‌ىُلی رایونىُ) یک ناحیه در ازبکستان است که در قره‌قالپاقستان واقع شده‌است. ناحیه خواجه‌ایلی ۱۲۸٬۷۰۰ نفر جمعیت دارد.